# Shangrao
Shangrao is een stad in de gelijknamige prefectuur in noordoosten van de zuidelijke provincie Jiangxi, Volksrepubliek China.
Bij de volkstelling van 2020 had de stad 1.342.220 Inwoners, de gehele prefectuur had 6.491.088 Inwoners.